# Philippine Duchesne
Pour les articles homonymes, voir Sainte Rose et Duchesne.
Philippine Duchesne, ou Rose-Philippine Duchesne, née le 29 août 1769 à Grenoble (royaume de France) et morte le 18 novembre 1852 à Saint-Charles, Missouri (États-Unis), est une religieuse catholique française. Elle développa considérablement en Amérique la Société du Sacré-Cœur de Jésus fondée en 1800 par sainte Madeleine-Sophie Barat, et évangélisa les indiens Potawatomi.
Elle a été reconnue sainte par l'Église catholique et est célébrée le 18 novembre.

## Jeunesse et vocation religieuse
Philippine est la fille de Pierre-François Duchesne, de Romans-sur-Isère, avocat au Parlement du Dauphiné, et de Rose-Euphrasine Perier. Elle appartient par sa mère à une famille extrêmement fortunée d'où sera issu Jean Casimir-Perier, président de la République française en 1894. Elle est également la nièce du banquier Claude Perier qui va financer le coup d'État du 18 Brumaire avec Perrégaux. Elle est éduquée chez les sœurs de la Visitation.
Dès l’âge de 12 ans, elle désire devenir religieuse. Ses parents la reprennent chez eux, mais son désir persiste et elle refuse à 17 ans un mariage qu’on lui propose. Un an plus tard, elle entre au couvent malgré l’opposition de ses parents. Elle accepte tout de même l’interdiction de son père, très impliqué dans la vie politique de Grenoble depuis la journée des Tuiles, qui lui refuse toute permission de vœux de religion avant l’âge de 25 ans. Néanmoins, son père assiste à sa prise d'habit le 10 septembre 1788, à l'âge de 19 ans.

## Pendant la Révolution française
En 1791, les Visitandines sont dispersées et le couvent fermé. Philippine revient vivre en famille à Grâne pendant la Terreur. Cependant fidèle à son idéal religieux, elle se dévoue auprès de prisonniers et de prêtres réfractaires durant la Révolution. De fréquentes visites au sanctuaire de Saint-Régis à Lalouvesc, soutiennent sa foi.
À la fin de la tourmente révolutionnaire, en 1801, et avec l’aide financière de cousins, elle consacre l'héritage considérable de son grand-père à ses futures œuvres. Elle parvient à louer l’ancien couvent de Sainte-Marie-d'en-Haut de Grenoble. Elle s’y installe avec quelques enfants qu'elle prend en charge et invite les religieuses visitandines à y revenir. Ce projet échoue. 
C’est alors qu’entendant parler de Madeleine-Sophie Barat qui vient de fonder les Dames du Sacré-Cœur à Amiens, elle se tourne vers elle. Madame Barat — qui avait peu de fortune — accepte la proposition et, le 13 décembre 1804, arrive avec trois religieuses à Sainte-Marie. Après une brève période de noviciat, Philippine Duchesne prononce ses premiers vœux de religion en 1805. Elle a 26 ans.

## L'entrée parmi les Dames du Sacré-Cœur

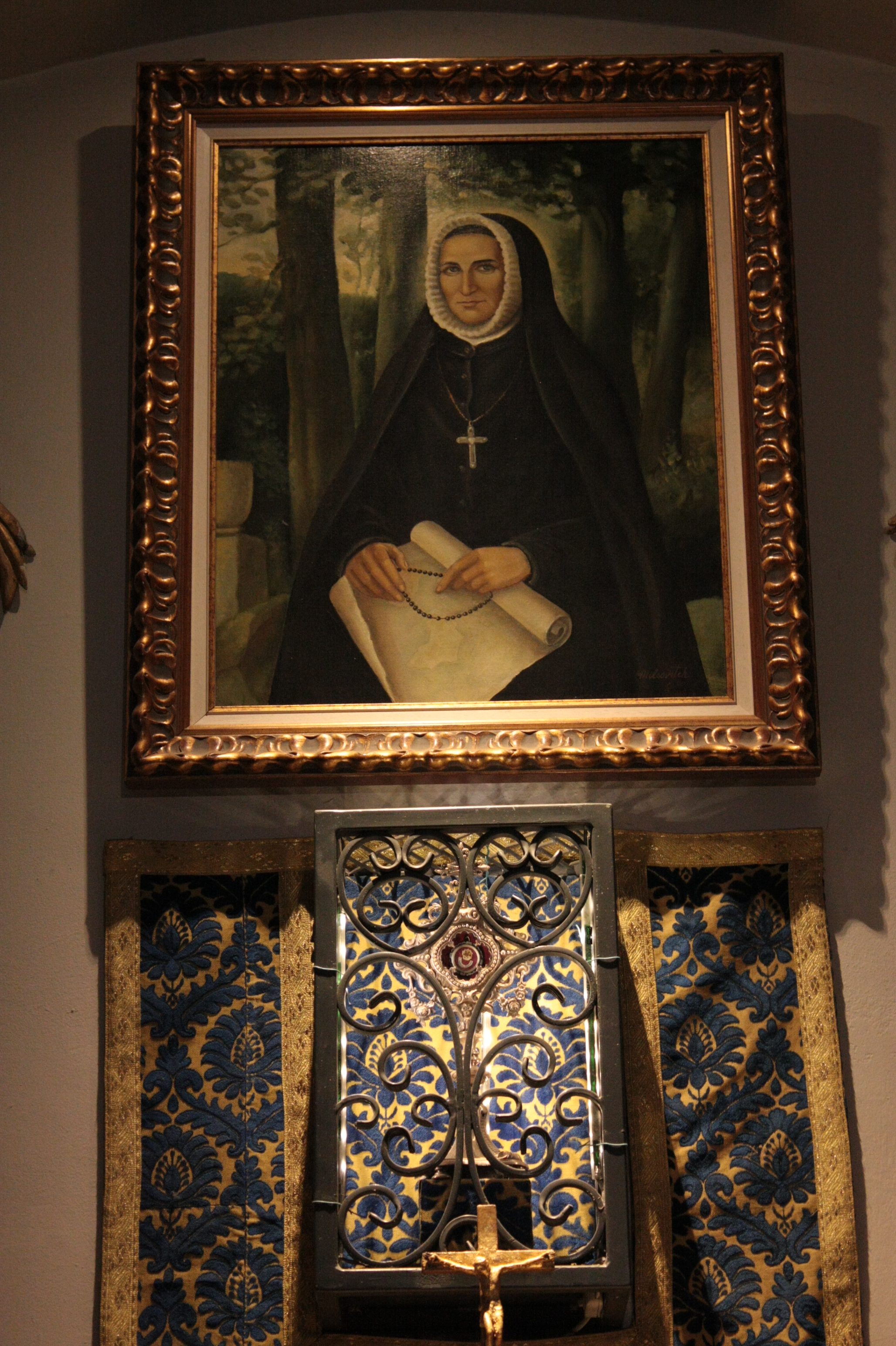
Reliquaire à la collégiale Saint-André de Grenoble.

La congrégation étant enseignante, la maison de Sainte-Marie est transformée en un pensionnat. Les débuts sont difficiles. Mais les élèves arrivent, dont la nièce de Philippine Duchesne (en 1814). En 1806, l'abbé de La Trappe, le père Augustin de Lestrange, qui, avec sa communauté, avait dû fuir jusqu'en Russie pendant la Terreur, est invité à prêcher dans la nouvelle communauté. Il vient de relever la trappe de la Valsainte et impressionne même Napoléon. En attendant, c'est Philippine Duchesne qu'il impressionne en évoquant les fondations d'Amérique du Nord.
Depuis son enfance, Philippine Duchesne rêve de partir en mission, elle est tentée par cet appel. Madame Barat qui veut vérifier la solidité de l’appel, freine, et l’envoie d’abord fonder une communauté à Paris (rue des Postes, aujourd'hui rue Lhomond). Philippine Duchesne est réticente à quitter ses montagnes grenobloises, mais elle accepte. Elle reçoit les visites de ses cousins Perier (dont Casimir Perier) et Camille Jordan, plutôt libéraux que royalistes ultra, qui s'étonnent de la lenteur de son œuvre, mais elle s'éloigne de ces jugements mondains. Puis elle devient secrétaire générale de la congrégation en 1815.
Le passage à Paris de Mgr Guillaume-Valentin Dubourg, venu recevoir la consécration épiscopale en 1816 comme premier évêque de Louisiane est déterminante. Il se présente en janvier 1817 rue des Postes pour demander des religieuses pour l’éducation féminine dans son diocèse d’Amérique nouvellement créé. Il avait déjà connaissance de cette communauté, car il était en rapport depuis quelques mois avec les « cercles du Sacré-Cœur », chargés dans les milieux aristocratiques et de la bourgeoisie d'affaires de financer l'œuvre de Madeleine-Sophie Barat.
Philippine Duchesne est prête à partir. En attendant, elle négocie une rente viagère de la part de ses frères et sœurs en leur laissant sa fortune. Cette rente importante sera gérée pour le fonctionnement de la congrégation et pour son propre entretien. De fait, elle a déjà quarante-neuf ans. Elle a de plus des lettres de recommandation pour les consuls de France et l'ambassadeur à Washington, obtenues par ses puissants cousins Jordan.

## L'arrivée en Louisiane (1818)
Le 19 mars 1818, c’est le grand départ. Avec quatre religieuses Philippine Duchesne quitte Bordeaux et la France pour le Nouveau Monde. Après soixante-dix jours de voyage, elles arrivent à la Nouvelle-Orléans. Après quarante-deux jours de voyage supplémentaire pour remonter le cours du fleuve Mississippi, les cinq religieuses arrivent, fin août 1818, à Saint-Louis-du-Missouri, modeste bourgade française de six mille habitants fondée en 1764. Mgr Dubourg les reçoit très chaleureusement. Les conditions de vie sont très rudes. C’est la grande pauvreté. En même temps, Philippine Duchesne a obtenu l'autorisation de France de propager le culte du Sacré-Cœur en Louisiane, sur lequel elle va se reposer toute sa vie. Ancienne visitandine et ayant connu la Terreur, elle connaît les ressources de cette dévotion qui se développe rapidement pendant tout le XIXe siècle, notamment en réparation des atrocités du siècle passé.

### L'échec de la fondation d'un établissement à Saint-Charles (1818)
L’évêque leur donne un logement à Saint-Charles, un village de population mixte, à quelques kilomètres de Saint-Louis. Un pensionnat est ouvert en octobre, avec école gratuite à côté pour les jeunes filles pauvres. L'enseignement au pensionnat est en français. Mais la pénurie, la faim et le manque d’élèves ont raison des religieuses. Il est fermé en septembre 1819.
Philippine Duchesne écrit avec pragmatisme : « Nous nous faisions jadis une douce idée d'instruire les sauvagesses dociles et innocentes, mais la paresse et l'ivrognerie atteignent les femmes, comme les hommes... Quant aux jeunes filles pensionnaires, elle écrit avec dépit: [Elles] ont plus de robes que de chemises et surtout que de mouchoirs. Il leur faut des robes brodées de levantine de couleur avec des garnitures et manches de tulle et de blonde... ».

### Une fondation à Florissant (1819)
Les religieuses traversent le fleuve et arrivent en plein hiver à Florissant : une ferme, construite récemment par un trappiste de Valsainte, y est mise à leur disposition par l’abbé Delacroix. L’évêque de La Nouvelle-Orléans, Mgr Guillaume-Valentin Dubourg, a opté de résider à Florissant « pour être plus proche des Indiens ». Quant aux religieuses, elles sont endettées, et c'est grâce, l'année suivante, à l'arrivée de fonds — sur les fortunes personnelles de plusieurs Mères de la société, et de dames du faubourg Saint-Germain — qu'elles rétablissent leurs comptes.
Les perspectives deviennent prometteuses. En effet, des élèves arrivent. Une chapelle est construite pour la Noël 1819. En 1820, il y a vingt élèves. Philippine Duchesne ouvre déjà un noviciat : la première prise d’habit a lieu en novembre 1820. Des conversions ont lieu parmi les Algonquins et Osages. Deux jeunes Américaines entrent au noviciat, et trois religieuses supplémentaires arrivent de France.

### La fondation d'un pensionnat à Grand Coteau (1821)
Un important terrain est offert par une riche veuve, Mrs Smith, à Grand Coteau près de La Nouvelle-Orléans. Immédiatement Philippine Duchesne accepte et y ouvre un pensionnat : dix-sept pensionnaires au début. Elle rend visite à la nouvelle fondation et, revient atteinte de la fièvre jaune à Florissant après deux mois de voyage. En attendant, cette fondation est importante d'un point de vue stratégique, car elle va permettre de cibler les familles fortunées de La Nouvelle-Orléans à l'avenir.

### Le développement de la mission de Florissant
Le travail est difficile, car les élèves sont récalcitrantes et peu portées à la régularité éducative. En 1823, l’arrivée d’un groupe de onze jésuites belges (dont le célèbre père De Smet), sous la direction de Charles Félix Van Quickenborne, donne une grande impulsion à la mission du Missouri. D’autres congrégations missionnaires, gagnées par l’enthousiasme de Mgr Dubourg; s’investissent également dans la région, tels que les Lazaristes. De Smet la qualifiait de « la plus grande sainte du Missouri et sans doute de tous les États d'Amérique ».

### Fondation à Saint-Michel (1826)
Le même abbé Delacroix, devenu curé d’une paroisse proche de La Nouvelle-Orléans (composée largement de Français chassés d’Acadie), fait de nouveau appel à Philippine Duchesne. La supérieure générale, Madeleine-Sophie Barat, donne son accord en 1826 ; c'est une nouvelle fondation dans des conditions de pénurie et de confiance extraordinaire en la Providence divine.
Mais si la Providence divine est primordiale, elle ne peut faire fructifier l'œuvre qu'avec des moyens de financement. C'est à cette époque que les Dames du Sacré-Cœur prennent véritablement leur essor, grâce à cinq sources : d'abord la dot des jeunes postulantes, qui souvent venaient de familles aisées, du Faubourg Saint-Germain ou des vieilles familles de province (d'anciennes pensionnaires de France ou des familles des cercles du Sacré-Cœur) ou bien filles d'entrepreneurs américains. Ensuite, comme Rose-Philippine l'écrit elle-même, des frais de pension versés par les parents d'élèves des « familles les plus riches », satisfaits d'envoyer leurs filles recevoir une éducation à la française des plus soignées ; en troisième lieu, les dons venus d'Europe, par des lettres de crédits de banque à banque; ainsi que des dons sur place, peu importants au début, à cause de la modestie de moyens des immigrants européens, mais plus importants par la suite ; ensuite les legs, venant de personnes charitables ; et en dernier lieu la reprise — gratuite — de maisons d'autres congrégations ayant périclité ou en difficulté, moyen qu'inaugure la fondation de Bayou-Lafourche issue des Lorettaines.
On remarque par exemple le nom de nouvelles postulantes, issues de familles puissantes de Louisiane, comme les L'Evesque, de la grande aristocratie financière de La Nouvelle-Orléans, ou les Hardley du Maryland, à la fortune considérable.

### La fondation de l'orphelinat de Saint-Louis (1827)
Une maison est offerte par le curé de Saint-Louis pour y ouvrir un orphelinat. Philippine Duchesne accepte la maison et les vingt orphelines en bas âge. C’est en 1827 également que Mgr Dubourg, grand soutien de Philippine Duchesne, est rappelé en France pour y être nommé évêque de Montauban.

### Le retour à Saint-Charles (1828)
Les jésuites, installés à Saint-Charles demandent aux religieuses d’y revenir. En octobre l’école reprend vie : 50 externes, et 300 personnes à la messe du dimanche. Malgré ses réticences, Philippine Duchesne est nommée supérieure des maisons de la congrégation du Sacré-Cœur en Louisiane, ce qui l’oblige à des voyages supplémentaires. Sa santé donne des inquiétudes car elle est souvent malade. Elle a d’ailleurs près de soixante ans. Certaines proches collaboratrices meurent. D’autres sont rentrées en France, pour raison de santé.
En 1834, elle retourne à Florissant. Ses responsabilités ne l’empêchent pas de passer souvent les nuits près des malades et de s’occuper des affaires de la vie quotidienne comme les réparations de vêtements, le soin de la basse-cour et du jardin, sans délaisser non plus l’instruction religieuse. Les enfants disent : « Elle nous rendait vivantes et réelles les vérités divines ».

## L'évangélisation des Potawatomi et la retraite à Saint-Charles
En 1840, la nomination d’une nouvelle assistante générale pour les missions d’Amérique, la princesse Galitzine, donne à Philippine Duchesne plus de liberté personnelle. Elle retourne à Saint-Louis et peut consacrer davantage de temps à la prière, comme était son souhait souvent exprimé dans sa correspondance avec  Madeleine-Sophie Barat, la supérieure générale. Elle reste proche des populations indiennes.
En 1841, elle obtient l'autorisation du père De Smet pour effectuer une mission auprès des Potawatomi qui la reçoivent avec enthousiasme. Pour eux, Philippine Duchesne est « la femme qui prie toujours », et ils vérifient en la bougeant qu'elle ne dort pas. Une centaine d'Indiens emplumés à cheval lui font une garde d'honneur jusqu'à la maison du curé (français) de la Mission Sainte-Marie de Sugar Creek.
Cependant, passés ces moments de joie, l'évangélisation des Indiens est un échec, très peu se convertissent vraiment, mais cela purifie Philippine Duchesne dans la prière et ajoute à l'enthousiasme des lecteurs et lectrices des Cercles du Sacré-Cœur. Souvent présentée comme l'évangélisatrice des indiens, Rose-Philippe n'a vécu qu'une année parmi eux, à 72 ans.
Philippine Duchesne revient en 1842 à Saint-Charles où elle passe les dix dernières années de sa vie dans la souffrance d’une santé déclinante et le secret de Dieu. Une dernière joie humaine lui est accordée. Sa nièce, Amélie Jouve, également religieuse du Sacré-Cœur passe lui rendre visite, en route pour sa mission au Canada. Le 18 novembre 1852, Philippine Duchesne rend l’âme à l’âge de 83 ans, dont quarante-sept ans de vie religieuse et trente-quatre en Amérique. Il est remarquable de noter que l'enseignement des pensionnats ne se faisait qu'en français alors qu'il était mixte dans les orphelinats et les ouvroirs. De plus, les religieuses ne communiquaient qu'en français. Ce sera la règle jusqu'au milieu du XXe siècle.

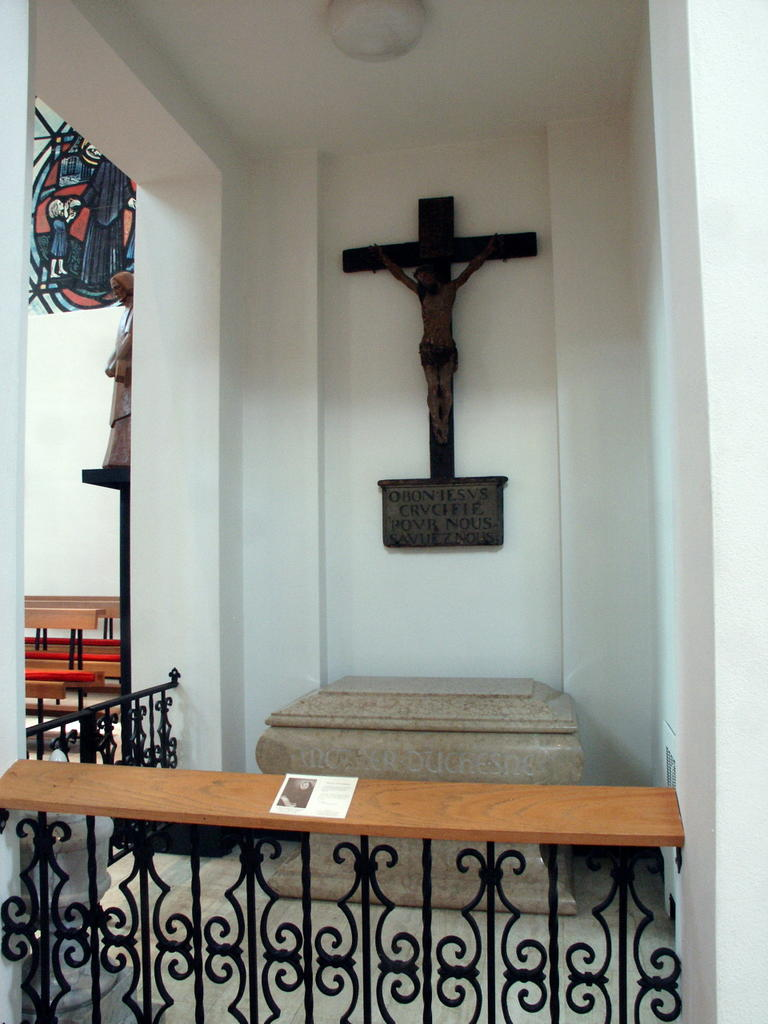
Tombeau de sainte Philippine Duchesne à Saint Charles (Missouri).

## Vénération, canonisation et hommages
La dépouille de Philippine Duchesne repose dans la chapelle de son sanctuaire à Saint Charles dans le Missouri appartenant à l'académie du Sacré-Cœur qui est la première école consacrée en Amérique du Nord au Sacré-Cœur. Au-dessus de sa tombe se trouve un large crucifix en bois donné par un bienfaiteur américain qui, sans connaître son origine, l'avait acheté lors d'un voyage (1870) en France. Il provenait en fait du premier couvent des religieuses du Sacré-Cœur, à Sainte-Marie-d'en-Haut.
Une relique se trouve également à la collégiale Saint-André de Grenoble.
Rose-Philippine Duchesne est béatifiée par Pie XII le 12 mai 1940 et canonisée le 3 juillet 1988 par le pape Jean-Paul II en présence de 7 000 Américains présents place Saint-Pierre-de-Rome.
En proche banlieue grenobloise (Corenc, La Tronche), un établissement catholique d'enseignement porte le nom de "lycée Philippine Duchesne".